# Anders Kronborg
Anders Kronborg, né le 18 mars 1982 à Esbjerg (Danemark), est un homme politique danois, membre de la Social-démocratie.

## Biographie
Anders Kronborg est professeur de formation. Engagé au sein de la Social-démocratie, il est conseiller municipal d'Esbjerg de 2005 à 2017.
Il est élu député au Folketing lors des élections législatives de juin 2019. Après le scrutin, il devient le porte-parole du groupe parlementaire social-démocrate pour l'alimentation et le bien-être animal. Il prend également la présidence de la commission parlementaire sur l'enfance et l'éducation.
Il est réélu pour un second mandat lors des élections législatives anticipées de novembre 2022. Après le scrutin, il devient le porte-parole social-démocrate pour la fiscalité, la citoyenneté et les questions liées aux Îles Féroé. 
En septembre 2024, il cède son rôle de porte-parole sur les Îles Féroé (tout en conservant celui de porte-parole pour la fiscalité et la citoyenneté), et succède à Thomas Skriver Jensen comme président de la commission parlementaire sur l'immigration et l'intégration.